# 1852년 반다해 지진
1852년 반다해 지진은 1852년 11월 26일 현지 시각 오전 7시 40분 반다 제도 해안가 지역에 영향을 미친 지진이다. 이 지진은 5분간 격렬한 흔들림을 일으켰으며 말루쿠 제도에서 수정 메르칼리 진도 계급 XI를 기록했다. 최대 8 m의 지진해일이 반다네이라, 사파루아, 하루쿠섬, 스람섬에 강타했다. 이 지진해일은 많은 마을, 선박, 주민들을 휩쓸어 막대한 피해를 입혔다. 지진과 지진해일로 최소 60명이 사망했다. 이 지진은 다양한 학술 연구에 따르면 추정 모멘트 규모 M7.5 혹은 M8.4~8.8로 추정된다.

## 지질학적 환경
반다해는 오스트레일리아판과 순다판이 복잡하게 수렴하는 지역에 있다. 이 복잡한 지각판 상호작용은 지각을 반다해판, 티모르판, 몰루카해판, 새머리판을 포함한 여러 작은 판과 미세판으로 부서뜨렸다. 아치형을 띠는 이 수렴 경계는 세계에서 가장 복잡한 곳 중 하나이다. 해양 지각은 반다해 아래로 600 km 이상 깊이까지 섭입한다. 그 결과 반다해는 지진 활동이 활발한 지역이다. 반다해의 많은 대형 지진은 397 km 깊이에서 발생한 Mw  7.6 지진을 포함하여 최대 600 km 깊이의 진원에서 발생한다. 이 중발지진(70~300 km) 및 심발지진(300~700 km 내외)은 해양 암석권 내부의 경사 미끄럼 단층 활동의 결과로, 일반적으로 큰 영향을 미치지 않는다. 대표적인 Mw  8.5–8.6의 1938년 반다해 지진은 중간 깊이의 역단층 지진이다.

## 지진

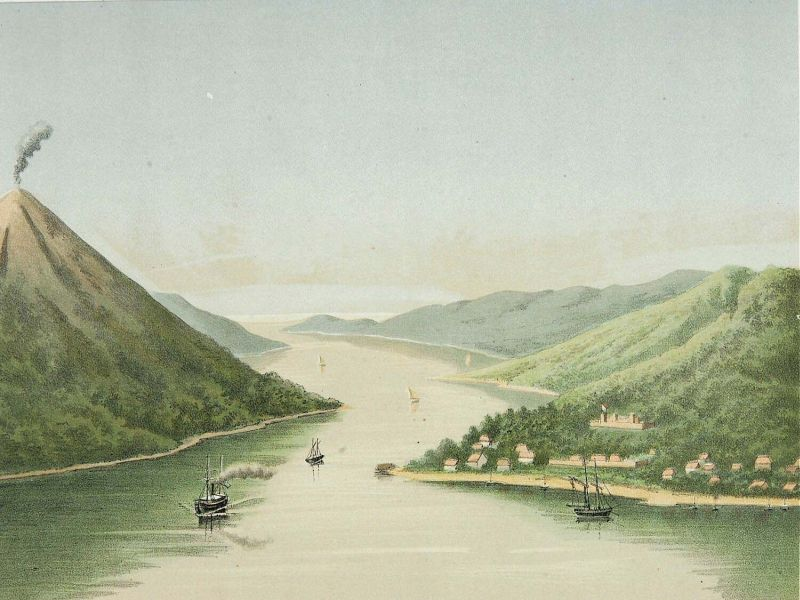
1880년대 반다네이라의 삽화로, 그림 속 지역은 1852년 지진으로 큰 피해를 입었다.

11월 26일 현지 시각 오전 7시 40분에서 7시 50분경, 반다네이라는 구르는 듯한 움직임으로 발전하는 일련의 강렬한 "수직 충격"에 흔들렸다. 구르는 움직임은 5분 동안 북서-남동 방향으로 향했다. 첫 번째 충격은 너무 강해서 섬의 거의 모든 집이 무너졌다. 흔들림에 견딘 집도 심하게 금이 가 살 수 없게 되었다. 섬의 작은 봉우리인 파펜베르크도 무너졌다. 섬의 해변에는 많은 균열이 형성되었다. 반다 베사르에서도 비슷한 현상이 보고되었다. 진동은 "대포 소리"로 묘사된 큰 굉음과 함께 발생했다.
로젠가인과 풀라우 아이 섬에서도 지진이 강하게 느껴졌으며, 나중에 메르칼리 진도 계급 XI로 평가되었다. 하루쿠섬에서는 요새와 교회의 벽에 금이 갔다. 사파루아에서도 건축물 피해가 보고되었다. 암본섬은 피해를 입지 않았지만 5분 동안 강한 진동을 느꼈다. 바찬섬에서는 나무와 깃대가 흔들리는 것이 관찰되었다.
지진 후 새로 형성된 작지만 세 개의 섬이 보였다. 이 섬들은 "부드럽고 노란 황금색"을 띠었다. 산호 잔해와 노란 모래가 섬의 구성 성분이었을 것으로 추정된다. 섬 중 하나는 나중에 파도에 휩쓸려 사라졌고, 나머지 두 섬에는 식물이 자랐다. 직경 250 m인 다른 섬이 남위 5° 34′ 59″ 동경 133° 00′ 00″ / 남위 5.583°  동경 133.000° 에서도 발견되었다.
자와섬 수라바야에서는 약한 진동이 느껴졌으나, 이는 아마도 별개의 사건 때문으로 추정된다.

## 지진해일

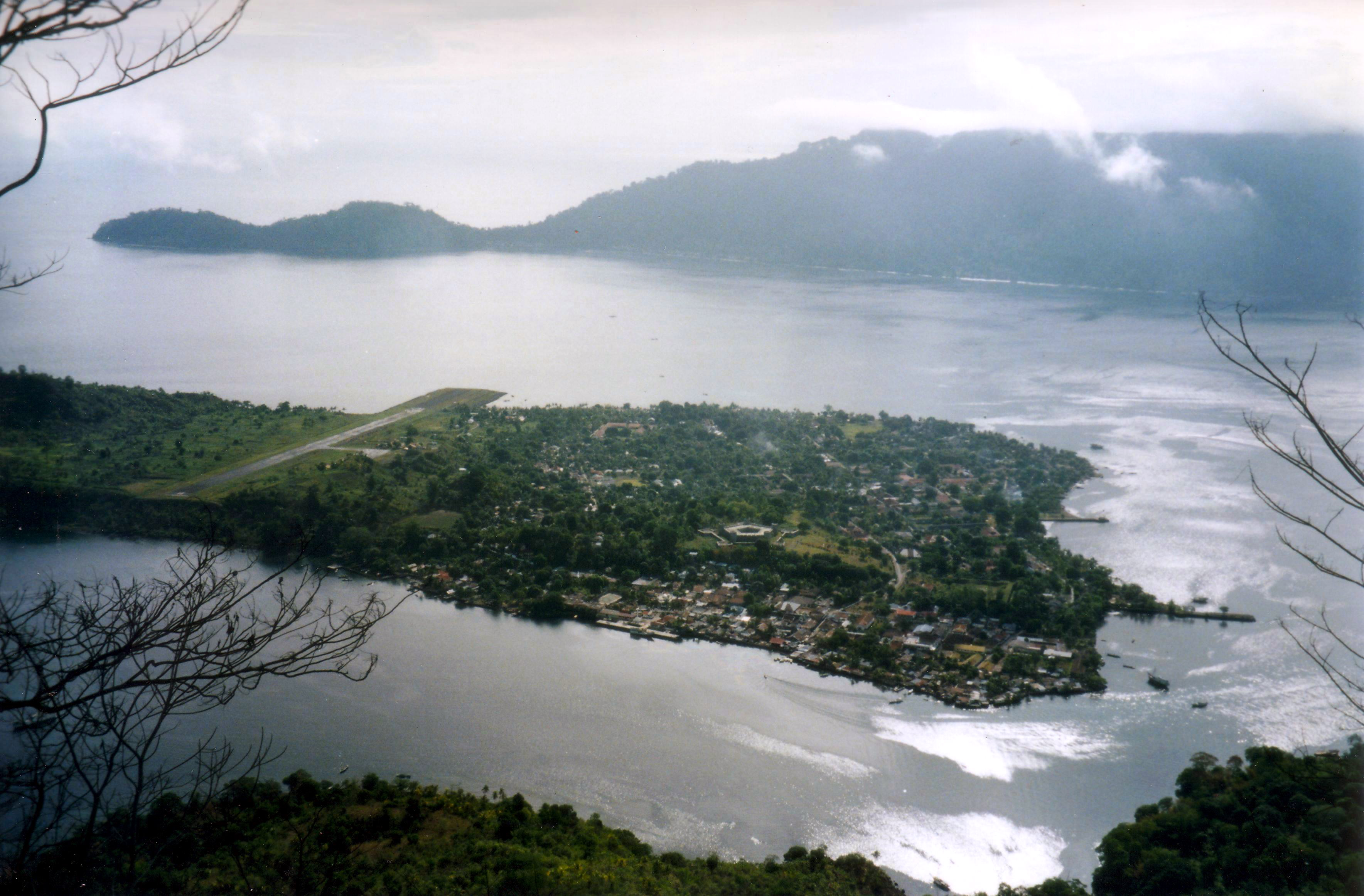
반다네이라섬의 해안 도시. 해안선은 1852년 지진해일로 타격을 입었다.

가장 높은 지진해일은 반다네이라섬에서 8 m 높이로 기록되었다. 흔들림이 멈춘 지 약 25분 후에 섬을 강타했다. 다가오는 파도를 목격한 많은 주민들은 두려워하며 언덕으로 도망쳤다. 지진해일이 방파제와 제방을 넘어 그곳으로 피난했던 60명의 선원이 사망했다. 파도는 많은 프라오를 싣고 와 제방에 부딪혀 부서뜨렸다. 파도는 또한 해안가의 건물을 휩쓸었다. 오전 10시 30분 물이 잔잔해질 때까지 일정한 간격으로 네 개의 개별 해일이 관찰되었다.
풀라우 아이에서는 지진해일이 평소 만조 수위보다 1 m 높아 상당한 위력을 보였다. 암본에서의 지진해일 묘사는 불분명하며, 일부 자료는 파도 높이가 8 m였다고 주장하는 반면 다른 자료는 만조 수위보다 20 cm 높았다고 진술하고 있다. 스람섬에서는 주택, 프라오, 해변에 홍수 피해가 발생했다.

## 지진 및 지진해일 원인

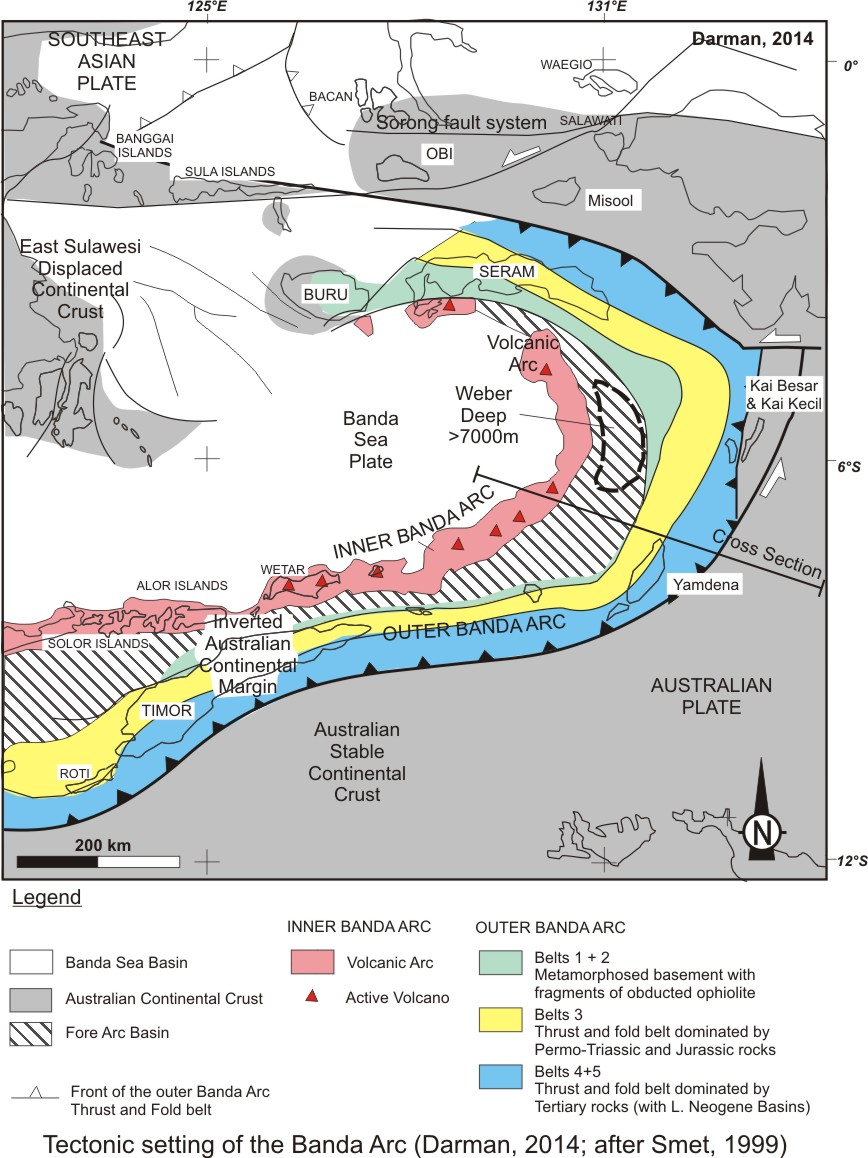
반다호의 지각 구조 지도

기록 계측 자료 부족으로 인해 지진 발생 메커니즘은 여전히 논쟁 중이며, 발표된 자료들은 이 사건이 모멘트 규모(Mw ) 8.4 이상으로 추정되는 대규모 해구형 지진이라고 주장한다. 다른 연구 논문은 규모 7.5의 얕은 정단층 사건이었다고 주장한다.

### 정단층 이론
필 컴민스가 주도한 2020년 발표 논문은 이 사건이 메가스러스트 단층이 아닌 반다해의 얕은 정단층에서 발생했다고 주장한다. 이 정단층은 반다해의 확장을 수용하는 완경사 구조인 반다 분리대(Banda Detachment)로 확인되었다. 이 단층이 심한 흔들림과 대규모 쓰나미를 유발할 수 있는 유일한 주요 잠재적 지진 발생 구조로 여겨진다. 이 구조의 지진 잠재력과 역사는 아직 잘 알려져 있지 않으며, 이 지역에 쓰나미 및 지진 위험으로 간주된 적이 없다. 메가스러스트 전선과 반다호 화산대 사이에 있는 7.2km 깊이의 전호 분지인 베버 심해(Weber Deep)는 반다 분리대를 따라 확장이 시작되었을 때 형성된 거대한 단층애이다. 그러나 이 단층에서 계측 기록된 지진은 없으므로, 이 구조는 비지진적으로 변형되거나 현대 지진 계측기가 탄생하기 전에 이 단층에서 지진이 발생했을 수 있다고 제안된다.
이 연구는 반다 제도 근처에서 발생한 규모 M7.5의 훨씬 작은 지진 파열을 제시했다. 메가스러스트의 어떤 지진도 역사적 기록에 묘사된 격렬한 지반 운동을 초래할 가능성은 적다. 왜냐하면 섬으로부터 멀리 떨어져 있기 때문이다. 이 때문에 연구자는 국지적 지진으로 일축했다. 자와섬에서 발생한 이 그라티 지진(Grati earthquake)은 규모 Mw  5.7~6.0으로 추정되며 파수루안 단층(Pasuruan Fault)에서 발생한 것으로 보인다.
반다 제도에서 지진해일이 발생했다는 명확한 기록은 해수면 상승 후 하강을 묘사했다. 이는 지진이 섭입대 메가스러스트에서 발생했을 수 없다는 것을 의미하는데, 왜냐하면 그러한 지진해일은 동일한 위치에서 먼저 물의 후퇴로 관찰될 것이기 때문이다. 상부판에 위치한 반다 제도는 큰 지진해일이 닥치기 전에 먼저 음의 파도를 경험할 것이므로 후퇴가 관찰될 것이다. 더욱이 메가스러스트 지진으로 인한 지진해일이 섬에 도달하는 데 훨씬 더 오랜 시간이 걸렸을 것이지만, 역사적 기록은 지진해일이 5분간의 흔들림 후 20분 만에 도착했다고 진술한다.
연구 논문은 두 가지 인근의 그럴듯한 지진해일 원인을 제시했다. 반다네이라에서 남동쪽으로 100km 떨어진 반다 분리대의 서쪽 해저 표현, 또는 베버 심해 동쪽 가장자리의 붕괴이다. 붕괴로 인한 지진해일 모델링은 지진해일에 대한 잘 문서화된 기록과 더 잘 일치한다. 따라서 관련 지진해일은 규모 Mw 7.5 지진으로 촉발된 해저 붕괴로 인해 발생했다.

### 메가스러스트 이론

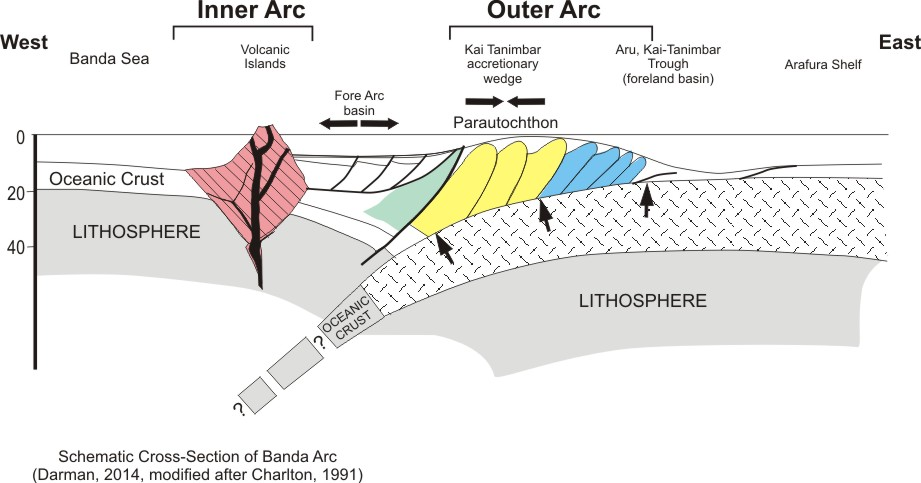
반다호의 단면도

2016년 피셔와 해리스의 연구에서 그들은 지진과 지진해일이 섭입대에서 발생한 역단층 활동의 결과라고 결론지었다. 다양한 위치와 최대 슬립을 가정한 일련의 재구성에서 모멘트 규모 M8.4~8.8이 산출되었다. 모델을 사용하여 그들은 이 지진이 타님바르 해구를 따라 섭입대에서 파열된 역단층 활동, 즉 메가스러스트 사건이라고 결론지었다. 그들은 최소 10~15 m의 슬립이 축적되었을 것으로 추정하며, 이는 최소 모멘트 규모 M8.4를 시사한다.
헤이든 링거 등이 주도한 2021년 논문은 스람섬 남동쪽에서 M8.8의 더 큰 모멘트 규모를 제안했다. 저자는 필 컴민스의 결론(정단층 이론)이 지진으로 촉발된 붕괴로 인한 지진해일은 발생 가능성이 낮다고 지적했는데, 이는 1938년 반다해 지진이 대규모 해저 산사태로 인한 큰 지진해일을 유발하지 않았기 때문이다.
그들의 지진 모델링은 1852년 사건이 대략 8.8 Mw 의 규모를 가졌음을 보여주었다. 지진 진원지 좌표는 스람섬 남동쪽 남위 4° 30′ 동경 131° 30′ / 남위 4.5°  동경 131.5° 에 있다. 세람 해구(Seram Trough)를 따라 파열된 지진해일 모델은 도착 시간과 상승고 자료와 잘 일치한다. 그들은 또한 지진해일이 먼 위치까지 도달했으며, 이는 산사태로 유발된 지진해일보다 더 높았을 것으로 예상되는 높이였다고 언급했다. 만약 지진해일이 해저 산사태로 유발되었다면, 파도는 단층 활동으로 유발된 경우보다 훨씬 빠르게 약해졌을 것이다.
컴민스는 피셔와 해리스의 메가스러스트 주장에 대해 해안선을 따라 후퇴 현상이 관측 기록에 묘사되지 않았지만 그들의 모델에는 반영되었다는 점을 들어 반박했다. 그러나 생존자들의 증언은 해수면 상승에 이어 지진해일이 발생했다고 회상했다. 링거의 논문은 음의 파동과 관련된 후퇴 기록이 없다고 해서 메가스러스트 지진의 가능성을 배제할 수 없다고 진술했다. 그의 팀은 또한 사건 발생일과 기간이 춘분 조석 시기였다는 점을 구분했는데, 이는 조위가 극도로 낮았다는 의미이다. 이는 음의 파동조차도 해수면에서 유의미한 차이를 유발하지 않았을 것임을 의미한다. 따라서 네덜란드 관리들이 거의 눈에 띄지 않는 조위 변화를 문서화했을 가능성은 낮다.

## 같이 보기
- 인도네시아의 지진 목록
- 역사지진 목록
- 지진해일 목록